# Кривець (Уманський район)
Криве́ць — село в Україні, в Маньківській селищній громаді Уманського району Черкаської області. Розташоване на обох берегах річки Попівка (притока Кищихи) за 16 км на північ від селища Маньківка. Населення становить 730 осіб (станом на 2005 р.).

## Історія
Про початок села свідчить напис на камені «1574», його знайдено в 1937 році під час руйнування більшовиками православного храму.
Назва села походить від першого поселенця (хати стояли біля криниці) за професією кривець (той, що вправляє стріхи).
Тут осідали з родинами із сусідніх сіл Кислина, Кутів та Антонівки і шевці, і бондарі, і кушніри, які славилися на всю округу своїми виробами. Згодом від цих професій утворилися прізвища - Бондарі, Павлії, Ярові, Мельники, Шевці...
Можливо, назва села пов'язується із річкою Кривчункою, що мала криве русло, тому перша назва поселення була Кривчунка.
1600-ті роки - землі довкола села переходить у власність польського землевласника Підгорського, однак під час Визвольної війни (1648-1657) гнобителів було вигнано. Повернулися до своїх володінь поляки в 1685 році: син Підгорського - Марцін - звів у Кабанячому лісі маєток.
Назва села походить від назви старовинного однойменного лісу, вперше згаданого у привілеї короля Жигмонта II Августа 1546 року. Однак власне село виникло значно пізніше. Не виключено, що якась осада тут існувала у 17 столітті, проте щодо цього підтверджених даних немає. Село виникло близько 1753 року під час масової колонізаційної акції місцевого магната Францішека Салезія Потоцького. Є певні підстави вважати, що його заселення — принаймні значною мірою, відбувалося селянами, переведеними Потоцьким з південно-західної Волині (на що вказують дані антропонімії). Тут осідали з родинами із сусідніх сіл Кислина, Кутів та Антонівки і шевці, і бондарі, і кушніри, які славилися на всю округу своїми виробами. Згодом від цих професій утворилися прізвища — Бондарі, Павлії, Ярові, Мельники, Шевці.
Розповідають як легенду, що дивний пан облаштував спеціальний басейн для розведення жаб, які використовував у їжу як делікатес для дружини, яка була француженкою.
Але окрім напівлегендарної історії, відомо й інше. В 19 столітті село, що находилось у володінні пана Підгорського, стало центром вирощування жаб для французької кухні. Жаб'ячі ніжки звідси постачалися на кухні всієї Європи, включаючи імператорський двір в Санкт-Петербурзі. Для цієї мети використовувались місцеві ставки, які заселили спеціальним видом жаб. Про промислові об'єми такого виробництва свідчить те, що обліково-розрахункові операції проводились в розмірах, де кількість продукції рахувалася бочками.
Кривець відмежовано від гамірного світу широким полем, захованим за ярами та ставками. Природа глибоко краяла — вподовж і впоперек. Однак поселення Кривчунка проіснувало недовго: із літопису відомо, що чимало жителів заразилося чумою, вимерли родини, а їх хати було спалено.
У 1753 — освячено на новому місці уніатом животівським протопопом Корнилієм Шпановським церкву св. Великомученика Димитрія (приєднана до православ'я в 1768 році й проіснувала до 1937 року). (повідомлення Л. Похилевича щодо датування виникнення кривецької церкви є неточним та помилковим). У 1768 році тут нараховувалося 128 дворів, а 1783 року було 110, у яких мешкало 896 чоловік і жінок.

У 1864 році Лаврентій Похилевич так занотував про це поселення: 
|  | Кривец, село в 3-х верстах от села Поповки по тому же ручью выше. Жителей обоего пола 1180, иноверцев 20; земли 2735 десятин. Принадлежит Здмунду Подгорскому (латинского исповедания). Церковь Дмитриевская, деревянная, 5-го класса; земли имеет 36 десятин |

На той час село належало панові Підгорському, маєток якого стояв у урочищі Огруд. Володіння одного сина на окраїні Кабанячого лісу, а другого — у центрі Кривця. Пани любили розводити жаб, їх завозили діжками и розводили в ставках.
У 1900 році в селі було 330 дворів; кількість мешканців: чоловіків — 811, жінок — 851. У Кривці діяла церква, церковно-приходська школа, водяний млин та вітряк.
У 1914 році розгорілась Перша світова війна, на ній довелося воювати  і багатьом жителям села Кривець. Немало з них загинуло на фронті, частина повернулася додому каліками. Так війна відібрала у Зіновія Зубка руку, у Василя Піскуна – ногу. Пораненими прийшли Юрій Онуфрієнко, Ілля Киндюк, Іван Павлій та інші.
Після жовтневого перевороту з села були вигнані пани Підгорські та Жаркевичі.
У 1918 році владу у селі тримали українські війська.
У 1919 році Червона Армія захопила Кривець: тоді село входило до Хижнянської волості Уманського повіту.
У 1929 році, під час примусової колективізації, засновано колгосп «Промінь комунізму», а вже 1930-го його перейменовано на «Перше Травня», головою якого обрали Соловея Хомича Кислинського. У селі першими трактористами стали: Карпо Жлуктій, Маркель Мединський, Макар Жлуктій, Галина Кислинська, Микола Білокінь. Населення на той час сягало 2705 чоловік.
У 1930-х роках голодомор забрав життя близько 765 жителів села.
Після пережитого Голодомору взимку і навесні 1933 року люди поступово почали трохи оживати. Проте чимало з них  з виснаженими організмами, наївшись свіжого хліба, помирали. Щоб вижити, люди йшли в колгосп на роботу. Збирання врожаю в основному проводилось вручну. Жали хліб серпами, косили косами, вязали в снопи, їх зносили в скирти до молотарки. Працювали від зорі до зорі. Не було ні вихідних, ні свят.
В той час головою сільської ради був Буханистий. Односельці його запам'ятали, як жорстоку людину. Він висліджував жителів села, разом з бригадирами робив засідки. За жменю зерна чи торбинку назбираних на полі колосків, чи піднятого загубленого буряка суворо карали, судили. По неділях голова робив засідки біля дороги на Буки. Хто з жителів села посмів іти на базар, він завертав на роботу, наказував штрафами, погрожував тюрмою.
Одне тільки хороше зробив цей керівник. З його ініціативи був посаджений для закріплення ґрунтів від зсуву лісок. Але пізніше те насадження було знищене. Однак до цього часу залишилася назва місця, де воно заходилось – лісок Буханистого.
Колгоспом тоді керували Заляховський, потім Очеретній, Рудюк. У село продовжувала надходити нова техніка. Першими трактористами були Маркел Мединський, Микола Білокінь, Макар Жлуктій, Карпо Жлуктій, Іван Чмига, Іван Кучерук. Першою жінкою-трактористкою стала Галина Піскун. А першим шофером – Федот Кислинський.
Із зростанням врожаїв у колгоспі появились перші п'ятисотенниці, які побували на Всесоюзній виставці у Москві. Це Настя Дробот, Марина Демиденко та інші.
Поступово життя колгоспників поліпшувалось. Проте спокій у селі тривав недовго. У 1937 році почалися репресії. Місцеві активісти шукали «ворогів народу», яким приписувались різні звинувачення в підриві держави. Хоч, насправді, ті були ні в чому не винні, підтримували Радянську владу і чесно працювали. Всього в Кривці репресовано 14 чоловік. Зокрема, Григора Чорнолюка, Івана Штельмаха, Антона Царука звинуватили в тому, що вони іноземці, бо були вихідцями із Західної України, яка входила до складу Австро-Угорщини. Івана Демиденка репресували за те, що любив співати українських народних пісень. В ті роки люди могли стати ворогами народу за будь-який вчинок.
Всі репресовані з Кривця після смерті Сталіна були реабілітовані. Проте із таборів повернувся додому лише П.М.Безшийко.
У 1937 році в селі розібрано церкву. Спочатку з неї зняли хрест і дзвони. Деякий час у ній ще зберігали зерно. За виручені кошти від церковних дзвонів закуплено музичні духові інструменти. І чимало кривчан навчилося на них грати.
На заході гітлерівська Німеччина розв'язала другу світову  війну. І багато резервістів із села Кривець було мобілізовано в Червону Армію. Вони брали участь у приєднанні Західної України, Молдови, республік Прибалтики до Радянського Союзу. Брали участь у Фінській кампанії та боях з японцями на Далекому Сході. Так, на Халхин-Голі згорів у танку Яків Денисович Кислинський.
У 1940 році тут споруджено семирічну школу. Відкрито чобітарню, яку очолював Р.П.Куций. Міцнів і колгосп. Він став передовим у Буцькому районі. Зростав добробут колгоспників. Але мирне життя села порушила жорстока війна.
На фронти Другої світової війни пішло воювати близько 300 мешканців, 122 відзначені орденами і медалями, 119 — загинули, їхні імена викарбувало на обеліску Слави, встановленому в 1969 році. При відвоюванні села в березні 1944 року загинуло 65 воїнів, які поховані в Братській могилі, імена 37-ми із них невідомі. В 1953 році на могилі встановлено пам'ятник. Ось список 21 воїна похованих в Братській могилі села Кривець :
1.Бойко Григорій Олександрович
2.Бистрицький Яків Моісеєвич, 1919 року народження, 
місце народження: Київська область м. Біла Церква с.Заріччя
призваний Білоцерківським ГВК Українська РСР Київська обл.
військове звання гвардії рядовий
останнє місце служби: 132 гвардійський стрілецький полк 42 гвардійської стрілецької дивізії
Убитий 07.03.1944 Похований в с.Кривець Буцького р-ну Київської обл.
3.Гончаров Єгор Федорович, 1925 року народження,
місце народження: Курська область Большесолдатський район Кіровська сільська рада с. Широково
призваний Больше-Солдатский РВК Курская обл.
військове звання гвардії сержант посада снайпер
останнє місце служби: 132 гвардійський срілецький полк 42 гвардійської стрілецької дивізії
пропав безвісти 07.03.1944 під с.Кривець Буцького р-ну Київської обл.
4.Дронов Серафим Андріанович, 1921 року народження,
місце народження: м. Тула Ленінський р-н. д. Луковці
призваний Ленінським РВК Тульської обл.
військове звання гвардії сержант посада розвідник
останнє місце служби: 132 гвардійський срілецький полк 42 гвардійської стрілецької дивізії. Убитий 07.03.1944 Похований в с.Кривець Буцького р-ну Київської обл.
5.Дзюба Трофим Панкратович,
6.Жак Борис Якович, 1898 року народження,
місце народження: м. Москва  Арбат 4 кв 20
призваний Бійський РВК Алтайський край
військове звання рядовий посада стрілець
останнє місце служби: 764 стрілецький полк 232 стрілецька дивізія військова частина польова пошта 14829
Убитий 07.03.1944 Похований в с.Кривець Буцького р-ну Київської обл.
7.Іванушкін Євгеній Іванович, 1924 року народження,
місце народження:Сталінградська обл. м. Астрахань  д. Началово
призваний Трусовський РВК  Сталінградська обл. Астраханський окр.
військове звання сержант посада командир відділення
останнє місце служби: 51 стрілецький корпус
Убитий 15.01.1944 Похований в с.Кривець Буцького р-ну Київської обл.
8.Котченко Володимир Андрійович, 1900 року народження, 
місце народження: м. Ярославль вул. Первомайська б.15 кв.33, призваний  Кіровський РВК м.Ярославль військове звання рядовий посада лінійний наглядач
останнє місце служби: 51 стрілецький корпус
Убитий 10.01.1944 Похований в с.Кривець Буцького р-ну Київської обл.
9.Лесик Іван Дмитрович,1905 року народження,
місце народження: Сумська обл. Сміловський р-н. с. Хмелев
призваний Сміловський РВК Сумської обл.
військове звання рядовий посада лінійний наглядач
останнє місце служби: 51 стрілецький корпус
Убитий 15.01.1944 Похований в с.Кривець Буцького р-ну Київської обл.
10.Логовський Володимир Тимофійович, 1900 року народження,
місце народження: Київська обл. Білоцерківський р-н с. Піщана
призваний Білоцерківський РВК Київської обл.
військове звання рядовий посада стрілець
останнє місце служби: 764 стрілецький полк 232 стрілецька дивізія
Убитий 07.03.1944 Похований в с.Кривець Буцького р-ну Київської обл.
11.Мельниченко Марк Борисович, 1905 року накродження,
місце народження: Київська обл. Білоцерківський р-н с. Роток
призваний Білоцерківський РВК Київської обл.
військове звання рядовий посада стрілець
останнє місце служби: 132 стрілецький полк 42 гв. стрілецька дивізія
Убитий 08.03.1944 Похований в с.Кривець Буцького р-ну Київської обл.
12.Мельник Кирило Семенович, 1901 року народження,
місце народження: Київська обл. Володарський р-н с. Логвин
призваний Шатроевський РВК
військове звання рядовий посада стрілець
останнє місце служби: 127 гв. стрілецький полк 42 гв. стрілецька дивізія Убитий 07.03.1944 Похований в с.Кривець Буцького р-ну Київської обл.
13.Мушкарцов Олександр Миронович, 1898 року народження,
місце народження:
призваний Собинський РВК Івановської обл.
військове звання рядовий посада лінійний наглядач
останнє місце служби:телеграфно-кабельна рота 648 обс 51 стр.корпус
Убитий 15.01.1944 Похований в с.Кривець Буцького р-ну Київської обл.
14.Паламарчук Архип Лукашевич(Юрійович),1914 року народження,
місце народження: Ворошиловградська обл., м. Горлівка
призваний Горлівський РВК Ворошиловградської обл.
військове звання рядовий посада стрілець
останнє місце служби: 764 стрілецький полк 232 стрілецька дивізія
Убитий 07.03.1944 Похований в с.Кривець Буцького р-ну Київської обл.
15.Пироженко Сергій Петрович,1899 року народження,
місце народження: Чернігівська обл, Прилуцький р-н, х. Туркієвський
призваний Прилуцький РВК Чернігівської обл.,
військове звання рядовий посада стрілець
останнє місце служби: 764 стрілецький полк 232 стрілецька дивізія
Убитий 07.03.1944 Похований в с.Кривець Буцького р-ну Київської обл.
16.Пономарьов Іван Федорович,1907 року народження,
місце народження:Ворошиловградська обл.,м. Красний Луч с.Ново-Павлівка вул.Калініна
призваний Тарасівським РВК Ростовської обл.,
військове звання рядовий посада стрілець
останнє місце служби: 132 стрілецький полк 42 гв. стрілецька дивізія
Убитий 08.03.1944 Похований в с.Кривець Буцького р-ну Київської обл.
17. Постоюк Климент Євтухович, 1914 року народження,
місце народження:Київська обл.,Сквирський р-н, с. Самгородок
призваний Свирський РВК Київської обл.,
військове звання рядовий посада стрілець
останнє місце служби: 132 стрілецький полк 42 гв. стрілецька дивізія
Убитий 08.03.1944 Похований в с.Кривець Буцького р-ну Київської обл.
18. Саражинський Петро Іванович,
місце народження:Київська обл.,Білоцерківський р-н
призваний Білоцерківським РВК Київської обл.,
військове звання рядовий посада стрілець
останнє місце служби: 132 стрілецький полк 42 гв. стрілецька дивізія
Убитий 08.03.1944 Похований в с.Кривець Буцького р-ну Київської обл.
19.Чех Митрофан Карпович,1901 року народження,
місце народження:Київська обл.,Сквирський р-н, с. Молчанівка
призваний Свирський РВК Київської обл.,
військове звання рядовий посада стрілець
останнє місце служби: 132 стрілецький полк 42 гв. стрілецька дивізія
Убитий 08.03.1944 Похований в с.Кривець Буцького р-ну Київської обл.
20.Черничук Василь Леонтієвич
місце народження:Київська обл.,Сквирський р-н,
призваний Свирський РВК Київської обл.,
військове звання рядовий посада стрілець
останнє місце служби: 132 стрілецький полк 42 гв. стрілецька дивізія
Убитий 08.03.1944 Похований в с.Кривець Буцького р-ну Київської обл.
21.Шейко Микола Антонович,1921 року народження,
місце народження:Чернігівська обл.,Дмитріївський р-н,Дмитріївська с/р.
Призваний Дмитріївським РВК Чернігівської обл.
Військове звання рядовий посада стрілець
Останнє місце служби: 132 стрілецький полк 42 гв. стрілецька дивізія
Убитий 08.03.1944 Похований в с.Кривець Буцького р-ну Київської обл.
У 1955 році під керівництвом голови колгоспу Д. І. Шкільнюка розпочато будівництво школи.
Станом на 1972 рік колгосп «Перше Травня» мав в користуванні 2210,5 га сільськогосподарських угідь, у тому числі 2122,8 га орної землі. Господарство спеціалізувалось на вирощуванні зернових і технічних культур, було розвинуте м'ясо-молочне тваринництво. Колгосп мав млин, олійню. На той час в селі працювали восьмирічна школа, будинок культури, бібліотека з фондом 9,7 тисяч книг, дитячий садок, медпункт, побуткомбінат, ощадна каса, відділення зв'язку, три магазини.
У 1995 році на місці масового захоронення жителів в роки Голодомору, за ініціативи В. М. Максименка і В. Т. Онуфрієнка встановлено пам'ятний металевий хрест.

## Археологічні знахідки
У 1955 та 1960 роках поблизу села та в лісах Ясинець і Кабанячий знайдено срібні монети, залишки білогрудівської та черняхівської археологічних культур. На захід від села височить курган.

## Відомі люди
- Олексій Федорович Журавель (1945–2006) —  мистецтвознавець.

## Галерея

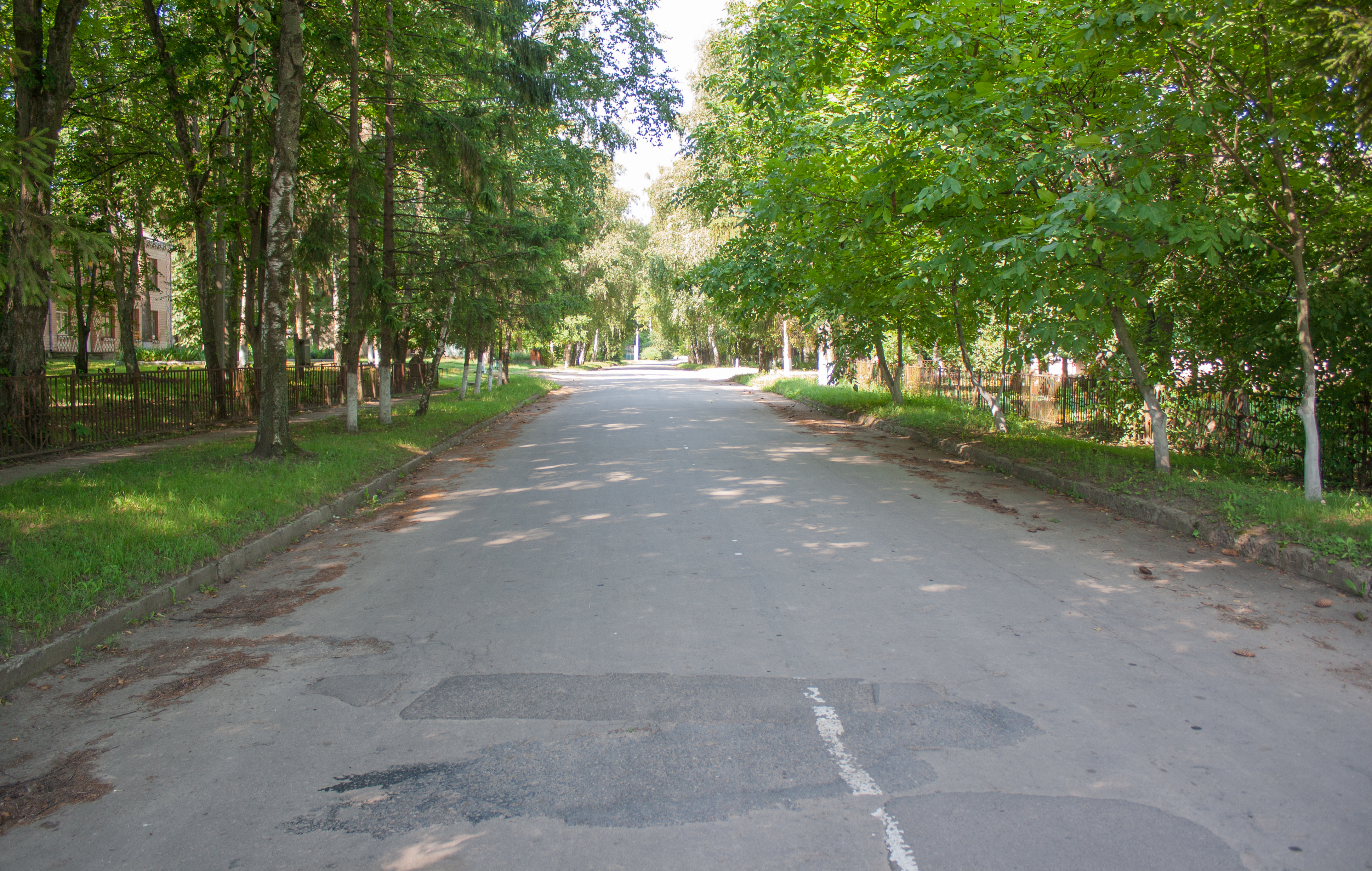
Вулиця Центральна
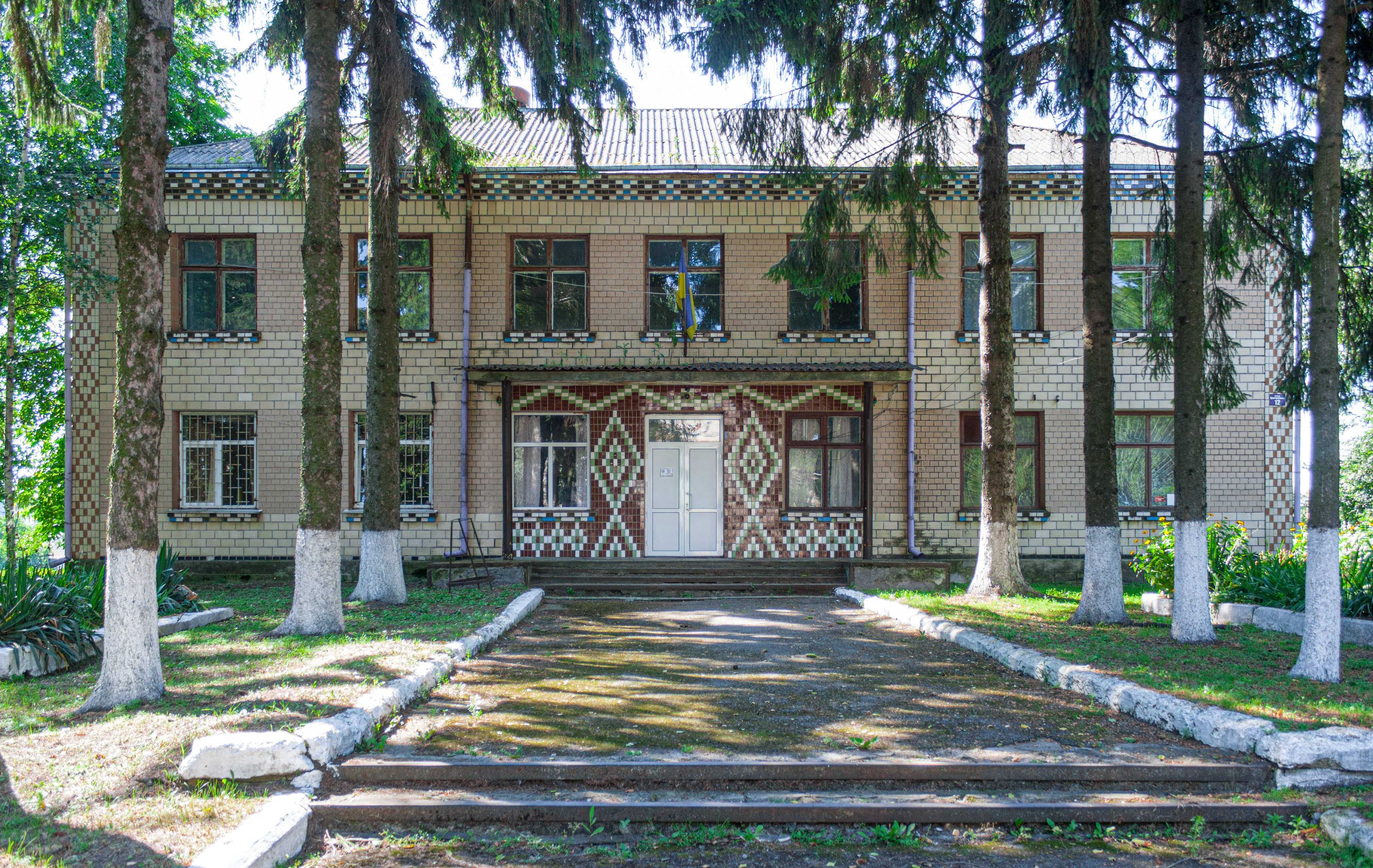
Сільська рада
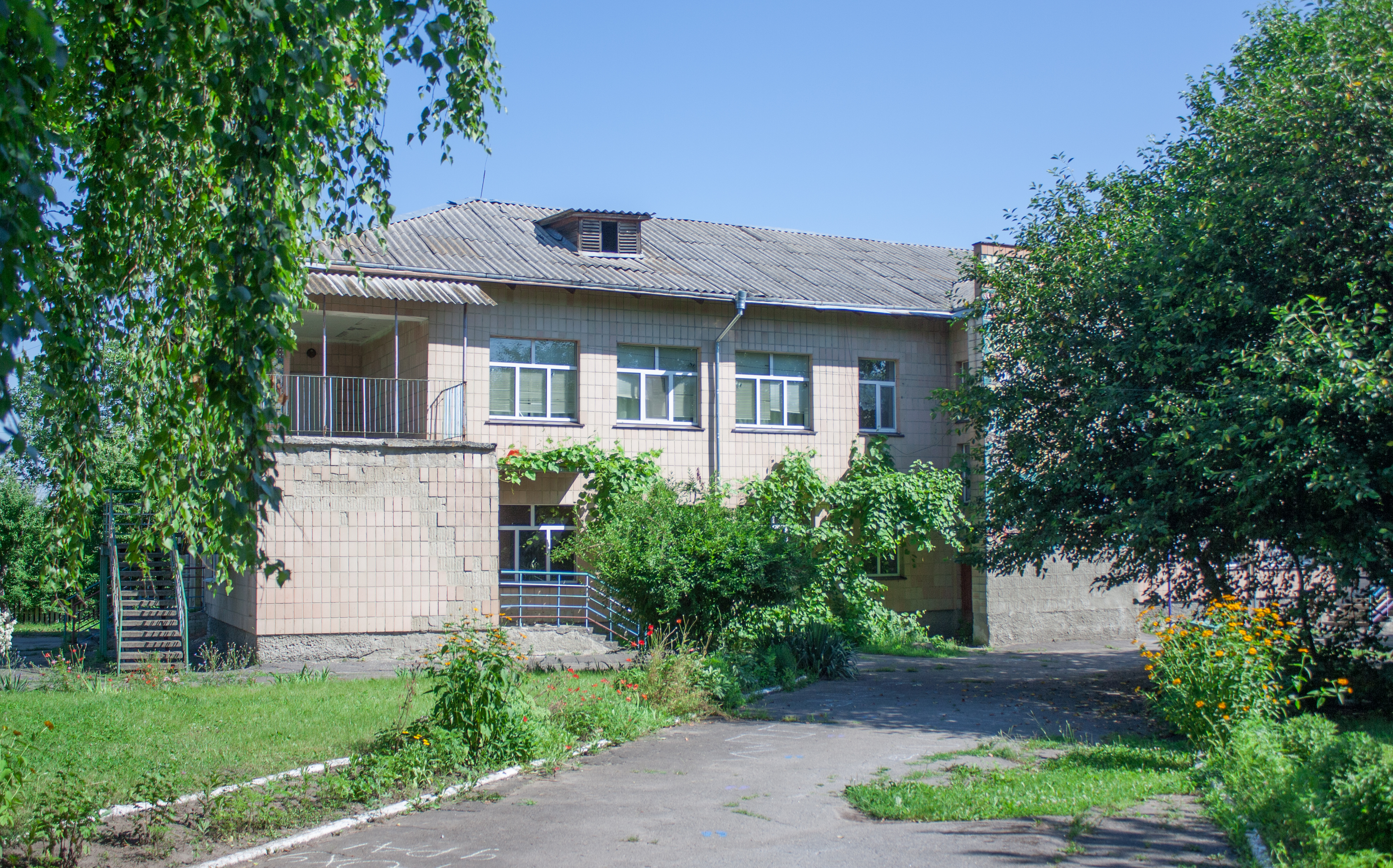
Дитсадок
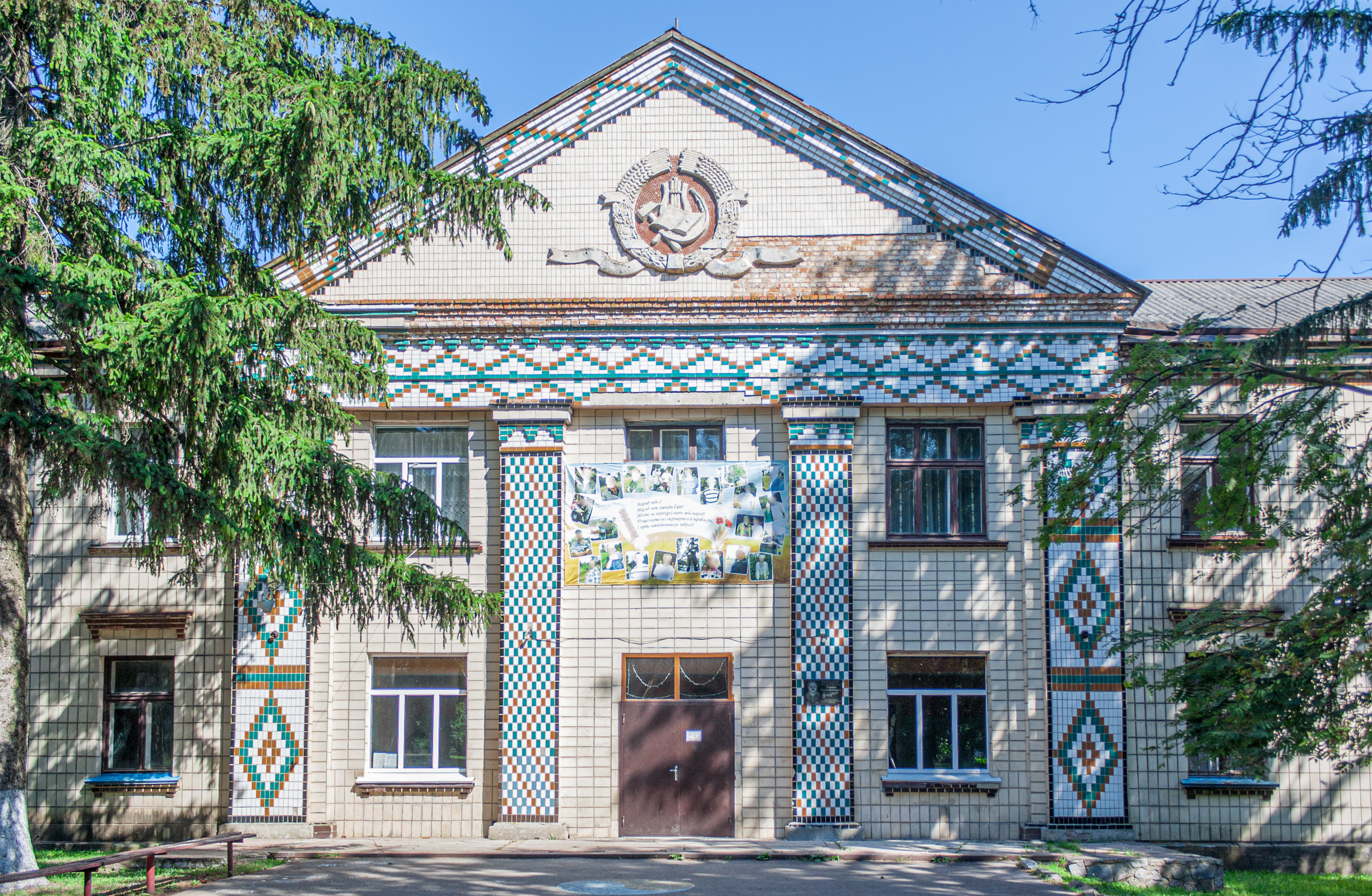
Будинок культури
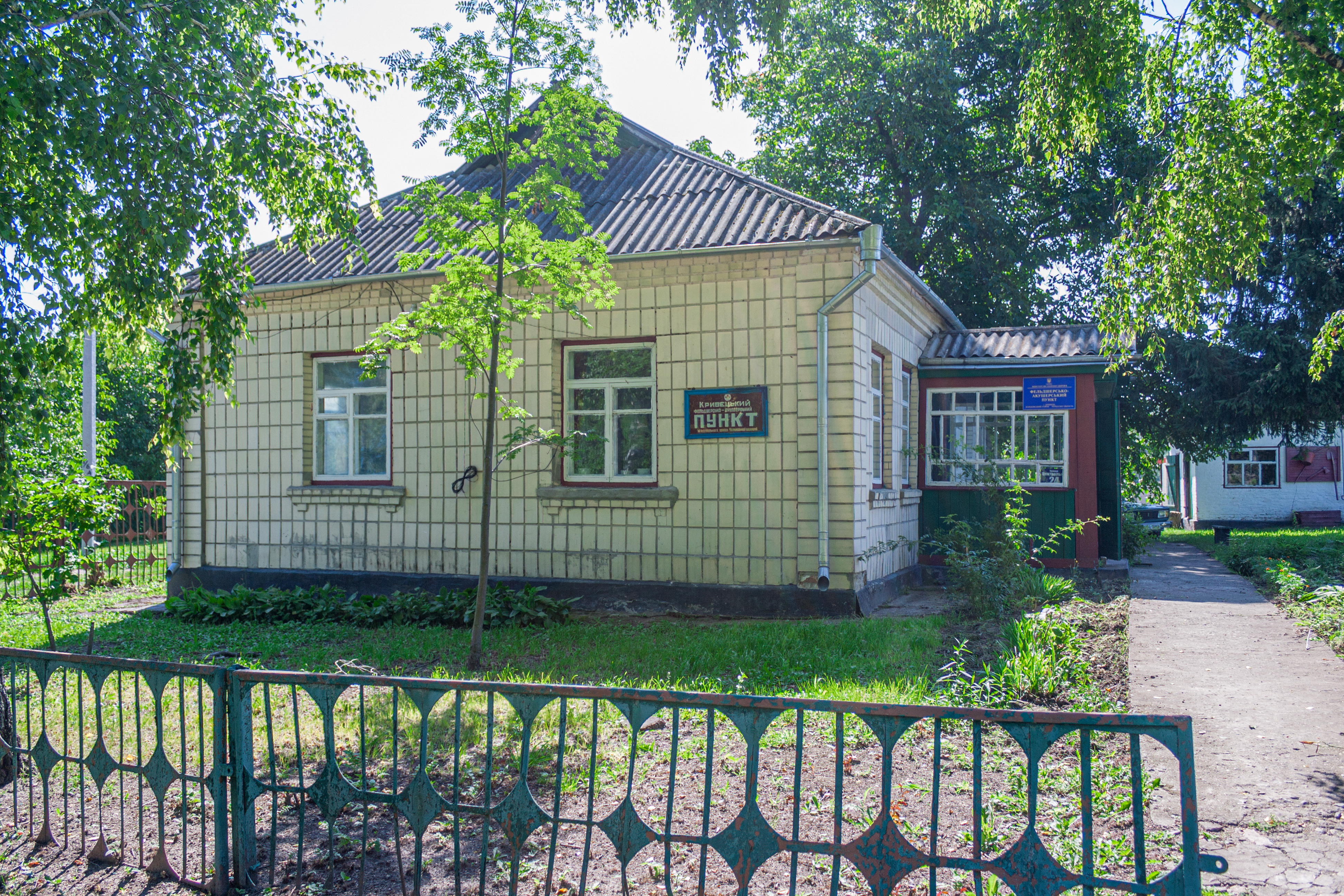
ФАП
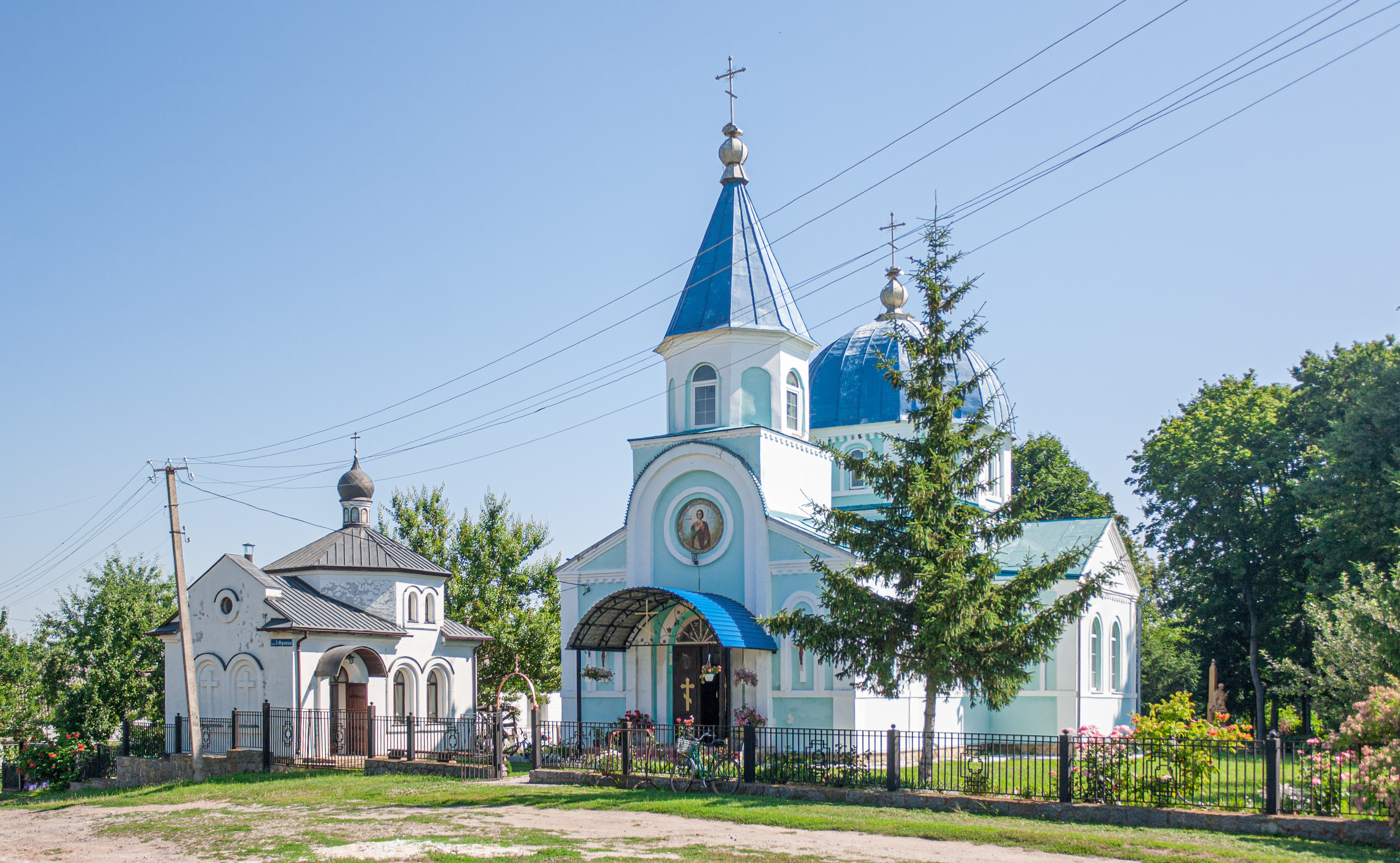
Церква
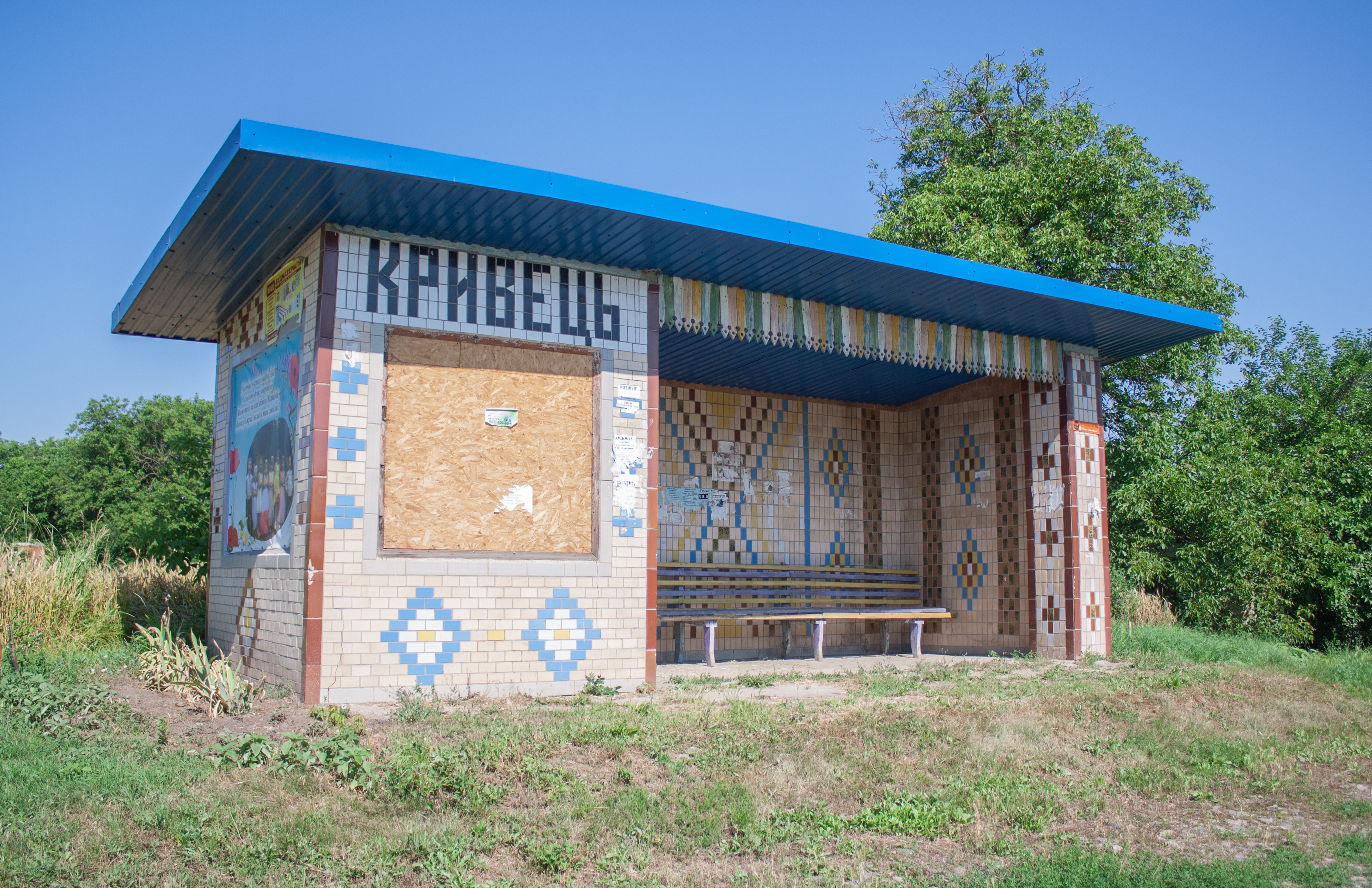
Автобусна зупинка
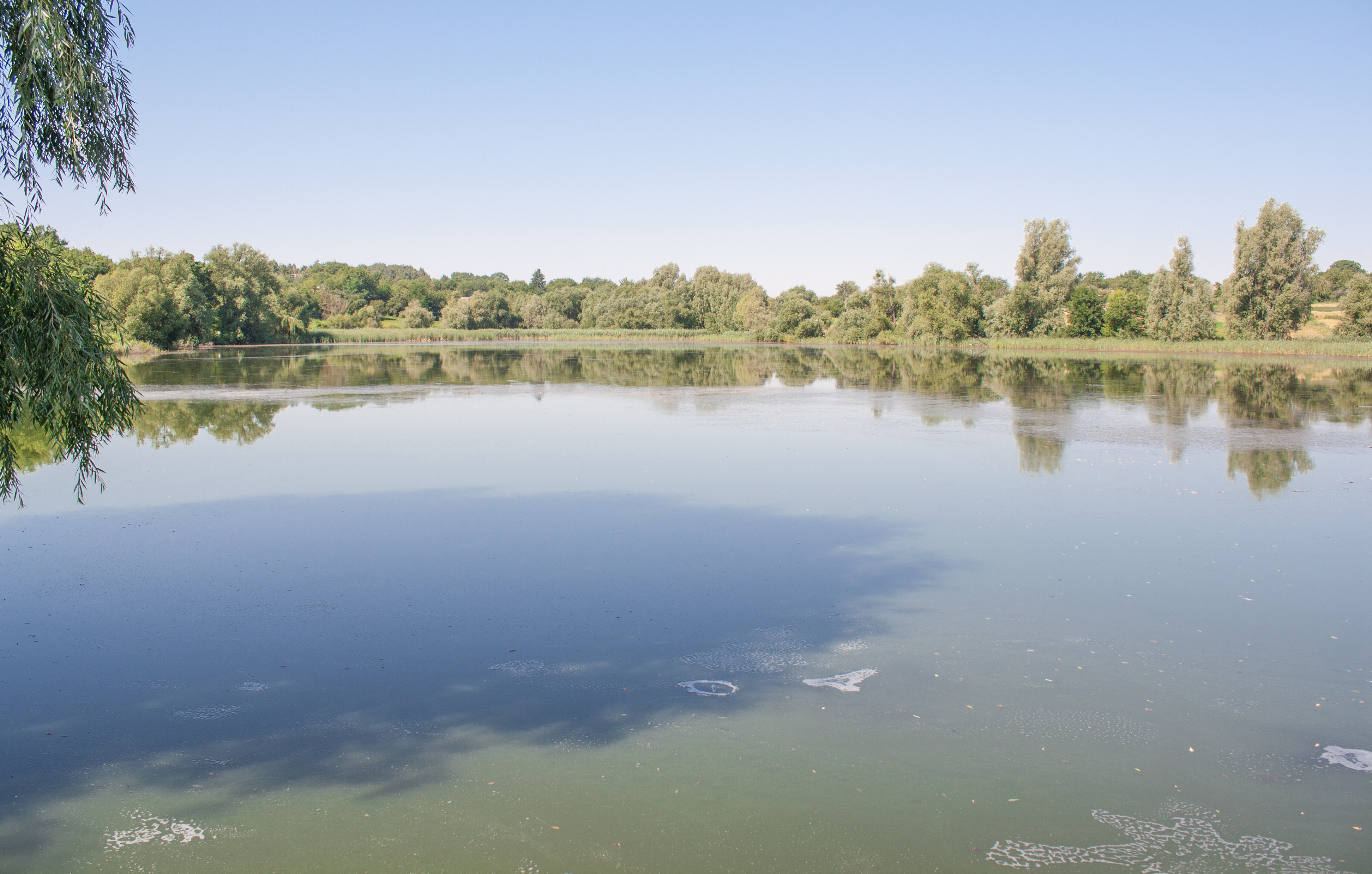
Ставок на річці Попівка
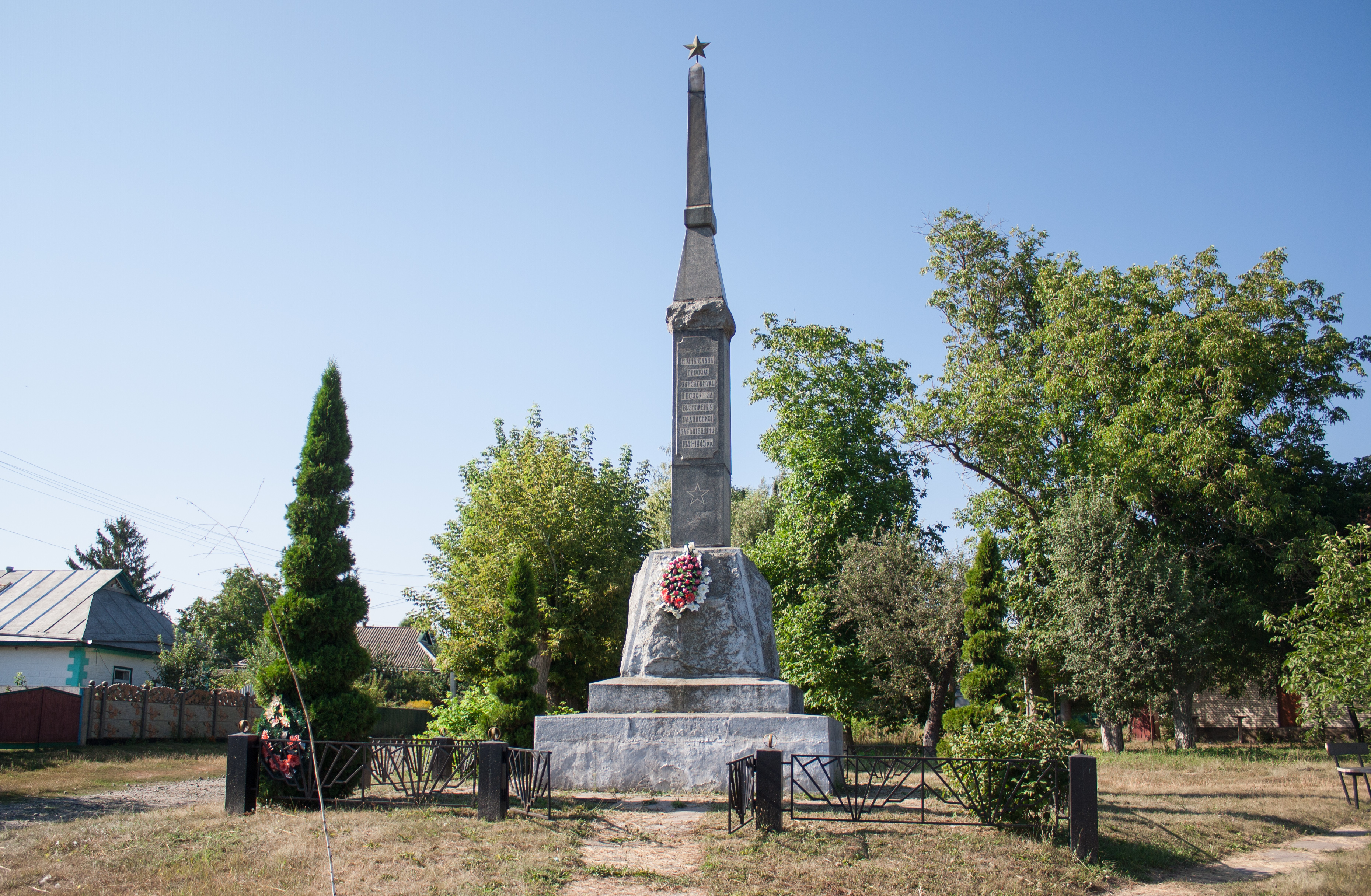
Пам'ятник воїнам-односельцям
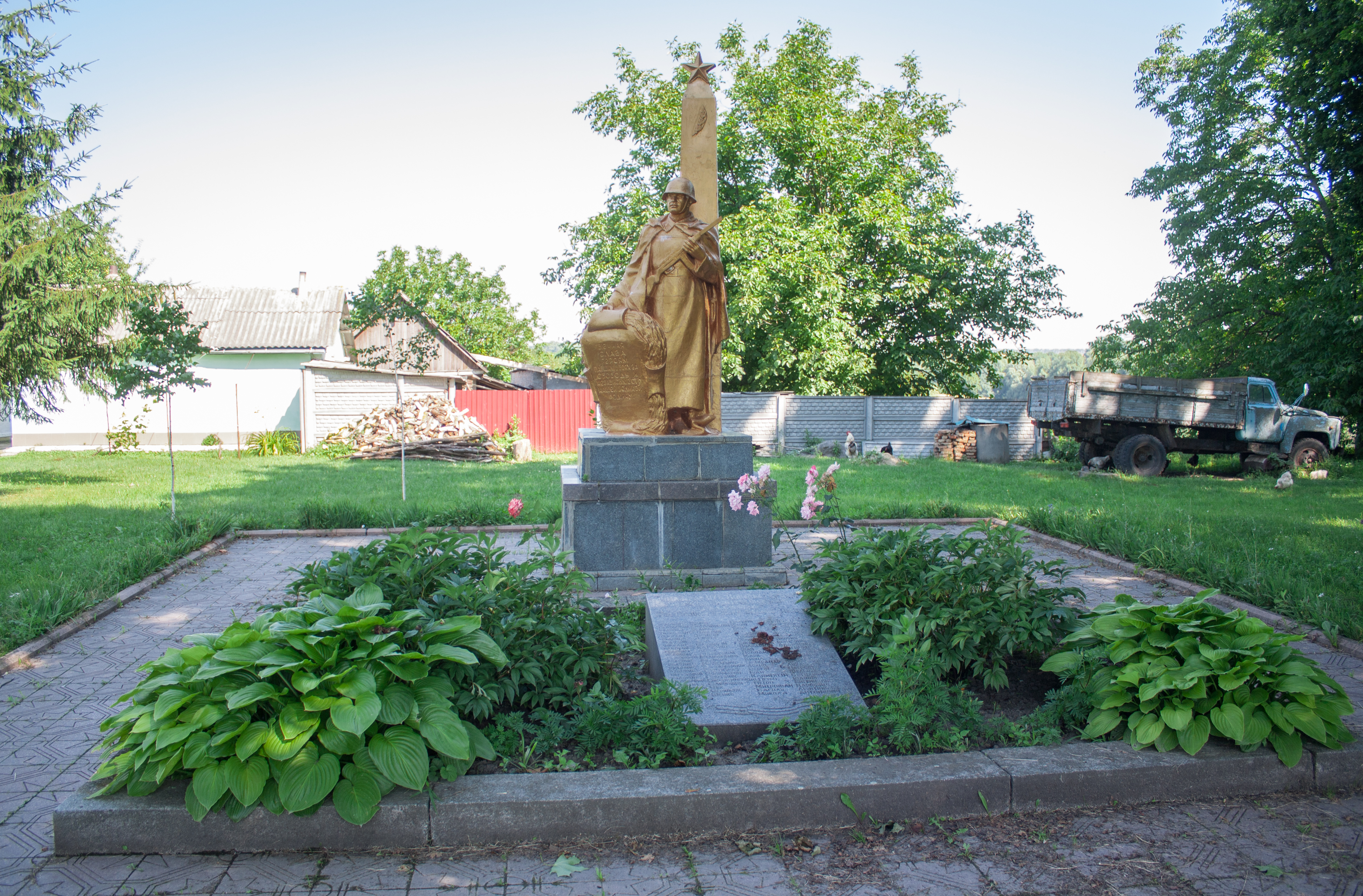
Братська могила радянських воїнів